# José Luís Mena Barreto (I)
José Luís Mena Barreto  (Rio Pardo, 9 de março de 1796 - Rio Pardo, 24 de setembro de 1825) foi um estancieiro e militar brasileiro.
É um dos ascendentes de uma tradicional família brasileira do Rio Grande do Sul: os Mena Barreto. Casou-se com Ana Emília de Sampaio e foi pai de José Luís Mena Barreto.
Faleceu em combate na guerra da Cisplatina (1825-1828), na Batalha de Rincón, contra as tropas comandadas pelo general Fructuoso Rivera, nascido na província Cisplatina.